# Аюпов, Тимур (узбекистанский футболист)
Тимур Аюпов (узб. Timur Ayupov; род. 28 марта 1993, Ташкент) — узбекистанский футболист, выступающий на позиции нападающего.
С 2012 года по 2015 года выступал за ташкентский «Бунёдкор». Также выступал за клуб «Бухара».